# مونکا (بوتان)
مونکا (به لاتین: Monka) یک منطقهٔ مسکونی در بوتان (کشور) است که در Lhuntse District واقع شده‌است.